# Сарыева, Дженнет
Дженнет Сарыева (туркм. Jennet Saryýewa; род. 30 марта 1994, Ашхабад) — туркменская пловчиха. Неоднократная чемпионка Туркменистана по плаванию.

## Биография
Дженнет Сарыева родилась в Ашхабаде. Отец Ахмед Сарыев – старший тренер юниорской сборной Туркменистана по тяжелой атлетике. 
Занимается плаванием с 2006 года. До плавания занималась в музыкальной школе по классу фортепиано. Является студенткой Национального института спорта и туризма Туркменистана. Воспитанница заслуженного тренера Туркменистана, старшего тренера сборной Туркменистана Сергея Епифанова. 
Свободно владеет туркменским, английским и русским языками.
Дебютировала на первых юношеских Олимпийских играх в Сингапуре. Участница Азиатских игр 2010, чемпионатов мира по водным видам спорта 2009, 2010, 2011 годов и Олимпийских игр 2012 в Лондоне.
Неоднократная чемпионка Туркменистана по плаванию.
Является лидером Туркменистана в плавании среди женщин вольным стилем на дистанциях 50, 100, 200, 400, 800 и 1500 метров, на спине (50, 100 и 200 метров), а также в комплексном плавании (200 и 400 метров).